# 雷斯普伦杜
雷斯普伦杜是巴西米纳斯吉拉斯州的一个市镇。总面积1072.112平方公里，总人口17024人，人口密度15.9人/平方公里。